# وينستون إي. كوك
وينستون إي. كوك (بالإنجليزية: Winston E. Kock)‏ هو كاتب ومؤلف ومهندس أمريكي، ولد في 1909 في سينسيناتي في الولايات المتحدة، وتوفي في 1982.